# La Secte noire
La Secte Noire est un jeu vidéo d'aventure crée par Jean-Claude Lebon et Jean-Pierre Godey, et édité par Lankhor en 1990 sur Amstrad CPC. Une nouvelle version du jeu, Black Sect, est éditée en 1993 sur Amiga, Atari ST, DOS. En 2014, il bénéficie d'une adaptation amateur sur Thomson TO8/TO9+,. En 1991, il a une suite, La Crypte des maudits, toujours sur Amstrad CPC.

## Système de jeu
Le joueur doit retrouver un grimoire dans les locaux d'une secte mystérieuse. Le jeu est divisé en deux grandes parties, l'une aux abords du village d'Issigeac en Périgord noir (cimetière, église, puits, rivière...), où l'on cherche l'entrée du repaire de la secte ; l'autre, dans les locaux mêmes de celle-ci.
Il s'agit d'un jeu d'aventure textuel (ou fiction interactive) au moins dans sa version Amstrad CPC 6128, certes agrémenté de graphismes, mais essentiellement basé sur un analyseur de syntaxe, rudimentaire comparé à d'autres jeux (comme Omeyad, sorti chez Ubisoft) mais aux réponses parfois pleines de poésie ou d'humour.
Les versions Atari ST et Thomson TO8 sont du genre Jeu d'aventure graphique de type Pointer et cliquer. Ce qui en fait des versions nettement plus ludiques. La version Thomson contenant un jeu de commandes par clic nettement plus simple (l'auteur a simplifié l'ordre des commandes pour garder le même résultat) que celle de l'Atari ST. Toutefois, performance matérielle oblige, la version ST reste la plus belle graphiquement et avec nettement plus d'objets à récupérer.

## Développement chaotique
Un an après la sortie de la version CPC, Lankhor annonce l'arrivée imminente de son adaptation sur Atari ST et Amiga. Intitulée Black Sect, elle promet un gameplay remanié et une interface entièrement graphique, digne des machines 16-bits. Néanmoins, après plusieurs reports, le jeu ne sort finalement que fin 1993, uniquement en français bien qu'une traduction anglaise incomplète soit présente dans le code source, et ne se vendra qu'à 3000 exemplaires. Cet échec poussera Lankhor a cesser définitivement le développement de jeux d'aventure, y compris le projet bien avancé de Sukiya qui aurait dû être le troisième volet des aventures de Jérôme Lange après Le Manoir de Mortevielle et Maupiti Island.

## Adaptations et rééditions
En 2012, un remake amateur utilisant Adventure Game Studio permet de découvrir le jeu sur les plateformes modernes (Windows, MacOS, Linux).